# باشگاه فوتبال اگم تاون
باشگاه فوتبال اگم تاون (به انگلیسی: Egham Town Football Club) یک باشگاه فوتبال در شهر اگم، کشور انگلستان است که در سال ۱۹۶۳ میلادی تأسیس شده‌است.